# Senonowie

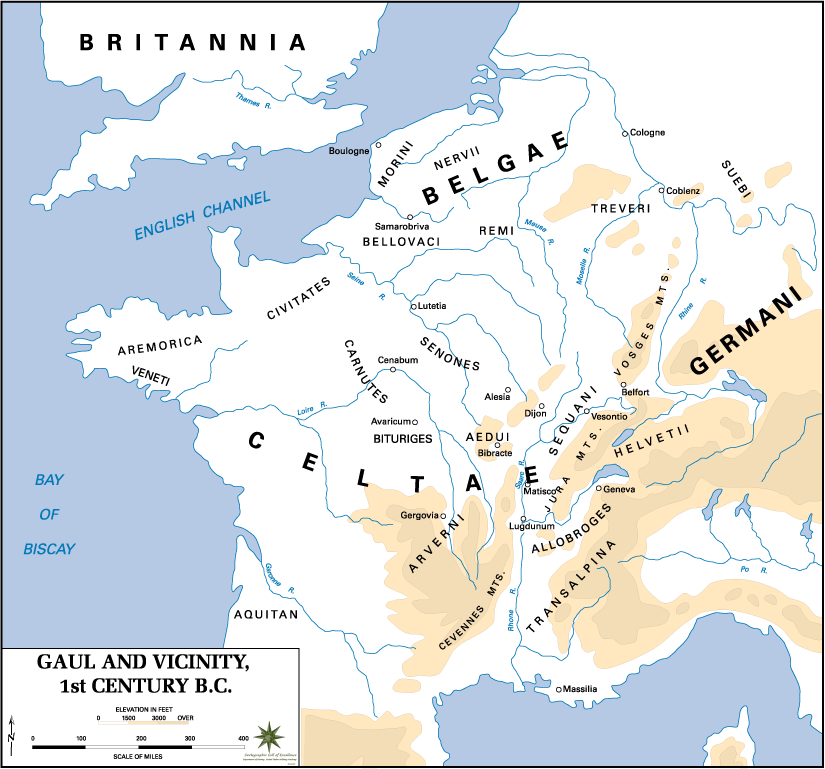
Galia w I w. p.n.e.

Senonowie (łac. Senones) – historyczne plemię celtyckie, które zasiedlało okolice dzisiejszych miast: Sens, Auxerre i Melun w górnym biegu Sekwany. Część członków tego plemienia około 400 roku p.n.e. przeszła Alpy i osiedliła się na wybrzeżu Adriatyku, pomiędzy Ankoną a Ariminum, gdzie założyli miasto Sena.
Z plemienia Senonów wywodził się Brennus, który w roku 387 p.n.e. (niektórzy historycy rzymscy twierdzili, że było to w roku 390 p.n.e.) zadał klęskę wojskom rzymskim nad Alią i zdobył Rzym. Rzymianie opuścili miasto, broniła się tylko nieliczna załoga Kapitolu. Celtowie oblegali wzgórze przez siedem miesięcy i w pewnym momencie omal go nie zdobyli wspinając się na niebronione urwisko, ale obrońców ostrzegły gęsi kapitolińskie – święte ptaki bogini Junony. Rzymian pokonał w końcu głód i zdecydowali się zapłacić ogromny okup. Dopiero w następnym roku pokonał Celtów Marek Furiusz Kamillus.
W roku 285 p.n.e. Senonowie zaatakowali etruskie miasto Arecjum (łac. Arretium), które zwróciło się do Rzymu o pomoc. Rzymianie wysłali na pomoc sojusznikom armię pod wodzą konsula Cecylisza Metellusa Dentera. W bitwie w okolicach miasta Rzymianie ponieśli klęskę, w której zginęło 13 000 legionistów wraz z dowódcą. Przed rozpoczęciem działań zbrojnych w kolejnym roku Rzymianie chcieli spróbować układów. Senonowie jednak zamordowali posłów. Wybuchła więc wojna. W roku 283 p.n.e. Maniusz Kuriusz Dentatus spustoszył kraj Senonów, a ich samych całkowicie zniszczył.
Senonowie byli jednym z wielu plemion celtyckich, które w tym czasie próbowały osiedlić się w Italii i Etrurii.